# بحيرة البردويل
بحيرة البردويل أو سبخة البردويل هي بحيرة كبيرة، شديدة الملوحة ضمن النطاق الإداري لمدينة بئر العبد على الساحل الشمالي لشبه جزيرة سيناء في جمهورية مصر العربية طولها حوالي 90 كم وعرضها حوالي 22 كم. تغطي مساحة تقارب الـ700 كم مربع. البحيرة ضحلة ويصل عمقها إلى ثلاثة أمتار فقط ويفصلها عن البحر المتوسط ممر رملي ضيق.

## حجم الإنتاج
تنتج بحيرة البردويل كميات كبيره من الاسمالك حيث إنتاج الأسماك في بحيرة البردويل يتراوح من 2000 إلى 3000 طن، ووصل خلال الفترة الأخيرة إلى 4000 طن لعام 2021 